# Nadija Savčenko
Nadežda Vіktorіvna Savčenko, detta Nadija (in ucraino Надія Вікторівна Савченко?; trasl. angl.: Nadezhda o Nadiya Viktorivna Savchenko; Kiev, 11 maggio 1981) è una politica, aviatrice e militare ucraina, ex deputata del partito "Patria".
Savčenko fu una delle prime donne a divenire pilota aeronautica e paracadutista del suo paese, entrando nell'Accademia militare a 16 anni e specializzandosi anche come tiratrice scelta. Ha servito l'esercito partecipando anche alla guerra in Iraq nel 2005.
Divenne nota a livello internazionale nel 2014 quando, aderente alla rivoluzione ucraina del 2014 e ai successivi combattimenti, fu catturata dai ribelli filorussi in Ucraina orientale e portata a Mosca, dove fu accusata di aver partecipato all'uccisione di due giornalisti russi, Igor' Korneljuk e Anton Vološin, durante la crisi del Donbass, dove collaborava con le forze anti-separatiste nel battaglione Ajdar, un gruppo accusato di avere compiuto anche crimini di guerra. Da allora è considerata una patriota ed una sorta di eroina nazionale in Ucraina e una criminale di guerra in Russia.
Secondo i russi, avrebbe fornito le coordinate per un attacco a colpi di mortaio effettuato dall'Ajdar, avvenuto però dopo la sua cattura (secondo i sostenitori, cattura in territorio ucraino e trasporto illegale in Russia, secondo i russi arresto legale oltre frontiera). Al processo è stata condannata a 22 anni per omicidio volontario.
L'associazione Memorial l'ha designata come prigioniera politica.
Nell'ottobre 2014 è stata eletta deputata nelle file del partito "Patria". La posizione dell'Ucraina, dell'Unione europea e del Consiglio d'Europa (di cui fa parte) è che non potesse essere processata o detenuta in Russia in quanto prigioniero di guerra e con immunità diplomatica. Il 25 maggio 2016 è stata liberata dopo un accordo diplomatico sullo scambio di prigionieri tra Russia e Ucraina, anche se tecnicamente e formalmente la liberazione è avvenuta in seguito ad una grazia presidenziale firmata da Vladimir Putin.
A marzo 2018 viene accusata dal procuratore generale Lucenko di aver preparato un attacco terroristico al parlamento ucraino, di aver personalmente pianificato l'attacco con mortai e bombe a mano.

## Biografia
Figlia di un ingegnere e di una sarta, ha una sorella di nome Vira. Nel 1997 è entrata nell'Accademia militare di Kiev specializzandosi nella guida di Mil Mi-24, l'elicottero denominato carro armato volante, e del caccia-bombardiere Sukhoi Su-24, e nel 2005 ha partecipato alla guerra in Iraq, come pilota e paracadutista (unica donna del contingente ucraino di peacekeeping), venendo elogiata dai superiori. In seguito frequenta l'Accademia Aeronautica di Charkiv.

### Partecipazione alla crisi Ucraina-Russia
Dopo la rivoluzione ucraina del 2014, decise di aiutare, pur non facendone parte, il battaglione Ajdar, un gruppo anti-separatista del Donbass accusato anche di crimini e ritenuto un gruppo banderista di estrema destra (secondo alcuni vicino ai partiti di Settore Destro e Svoboda), ma venne catturata dai filorussi nel mese di giugno. Tuttavia non risulta che Savčenko abbia manifestato idee politiche ultra-nazionaliste o di estrema destra.
I separatisti pubblicarono un video del suo interrogatorio, e la tennero in ostaggio. Savčenko fu oggetto di una serie di articoli su Komsomol'skaja Pravda da parte di Nikolaj Varsegov, che l'accusò di essere un cecchino e un assassino di massa. Nel mese di luglio, i funzionari del governo russo dissero che Savčenko aveva "illegalmente varcato il confine russo come rifugiata", è stata fermata dalla polizia russa, ed è di fronte a un processo per presunta assistenza nell'omicidio di due giornalisti russi, i corrispondenti della televisione di stato russa e della Radio Broadcasting Company, Igor' Korneljuk e Anton Vološin. Avendo finalmente il permesso di vedere il console ucraino, Savčenko disse che venne trasportata in Russia contro la sua volontà.

### Elezione a deputato
Nel 2014, mentre era già prigioniera in Russia, Savčenko si congedò dall'esercito ucraino dopo essere stata eletta deputata, pur rimanendo in prigione, del Parlamento nell'ottobre 2014, nelle file di Patria, partito liberal-conservatore ed europeista di centrodestra, guidato dall'ex leader della Rivoluzione arancione Julija Tymošenko.

### Processo in Russia

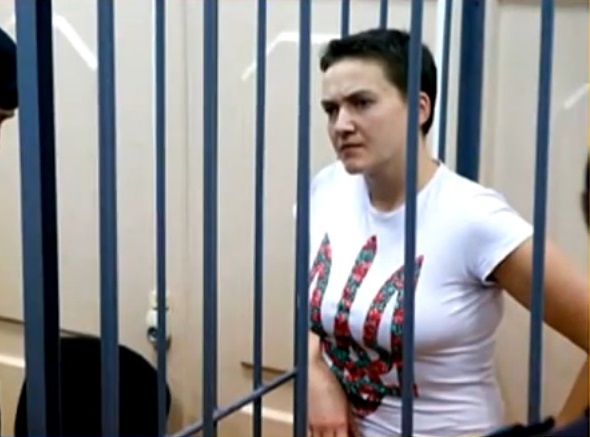
Savchenko davanti alla Corte della città di Mosca il 10 febbraio 2015

Il suo avvocato, Mark Fejgin (avvocato noto per aver difeso oppositori di Putin, tra cui le tre Pussy Riot), la definì subito prigioniero di guerra e ha chiesto alla Croce Rossa e all'ONU di domandare il suo immediato rilascio, assieme ad altri militari, paramilitari e attivisti ucraini catturati (detenuti in Russia e considerati dal governo di Putin e Medvedev, nonché dai filorussi come "terroristi fascisti") tra cui il regista Oleh Sencov e l'attivista antifascista e anti-separatista Oleksandr Kol'čenko, in quanto il processo e la prigionia per questi fatti e nelle condizioni accertate, sotto giurisdizione russa, viola la terza Convenzione di Ginevra e la dichiarazione universale dei diritti umani.
Inoltre, dal novembre 2014, la Savčenko gode dell'immunità diplomatica internazionale riconosciuta ai membri dell'Assemblea Permanente del Consiglio d'Europa, dopo essere stata designata dal Parlamento ucraino come uno dei delegati. L'avvocato afferma che la Savčenko ha un alibi che la scagiona dall'aver fornito le coordinate per l'attacco e dall'aver collaborato direttamente con le azioni dell'Aidar, e che, comunque, l'attacco stesso è avvenuto quando lei era già stata catturata dai filorussi. Dal canto suo, lei si dichiara innocente e afferma di aver sempre compiuto il suo dovere di soldato.
Ha tenuto uno sciopero della fame di tre mesi a partire da dicembre, interrompendolo brevemente a marzo 2015, lamentando l'ingiusta detenzione, le condizioni di imprigionamento che le hanno causato la perdita dell'udito a un orecchio (a causa di un'infezione), un tentativo di perizia psichiatrica e la diffamazione, secondo molti dai toni misogini, a cui stata sottoposta dai mass media russi. Per un mese è stata trattenuta in un ospedale psichiatrico: per le autorità russe una fase necessaria per i dovuti accertamenti medici, per altri la permanenza aveva l’obiettivo di isolare la Savčenko, poiché nella struttura non viene ammesso alcun osservatore internazionale e anche i contatti con i legali sono rari e senza interprete. Le condizioni di detenzione nel carcere di Voronež sarebbero insufficienti, con scarse cure mediche e la luce accesa 24 ore al giorno. Ha poi ripreso la protesta, affermando che l'avrebbe fatto a costo della vita, e si sarebbe rifiutata, sempre e in maniera categorica, di avviare qualsiasi collaborazione con gli inquirenti.
Nel maggio 2015 è stata ricoverata in un ospedale russo, a causa delle gravi condizioni di salute. Il presidente dell'Ucraina Petro Porošenko ha insignito Nadija Savčenko dell'onorificenza di Eroe dell'Ucraina; precedentemente fu decorata con l'Ordine per il Coraggio e altre onorificenze e riconoscimenti.
Dopo numerose udienze preliminari, l'inizio del processo vero e proprio è stato fissato per il 30 luglio 2015 a Doneck; per i legali esso è irregolare a causa dello status diplomatico di membro del Consiglio d'Europa, che però, in questo caso specifico, la Russia non vuole riconoscere.  Nel marzo 2016 è stata condannata dal tribunale russo di Doneck (Oblast' di Rostov), colpevole di omicidio, a 22 anni di reclusione. Tuttavia è possibile che sia oggetto di uno scambio di prigionieri con due russi condannati in Ucraina, in base agli accordi di Minsk. Nel maggio 2016 è stata infine rilasciata ed è tornata a Kiev.

### Attività politica

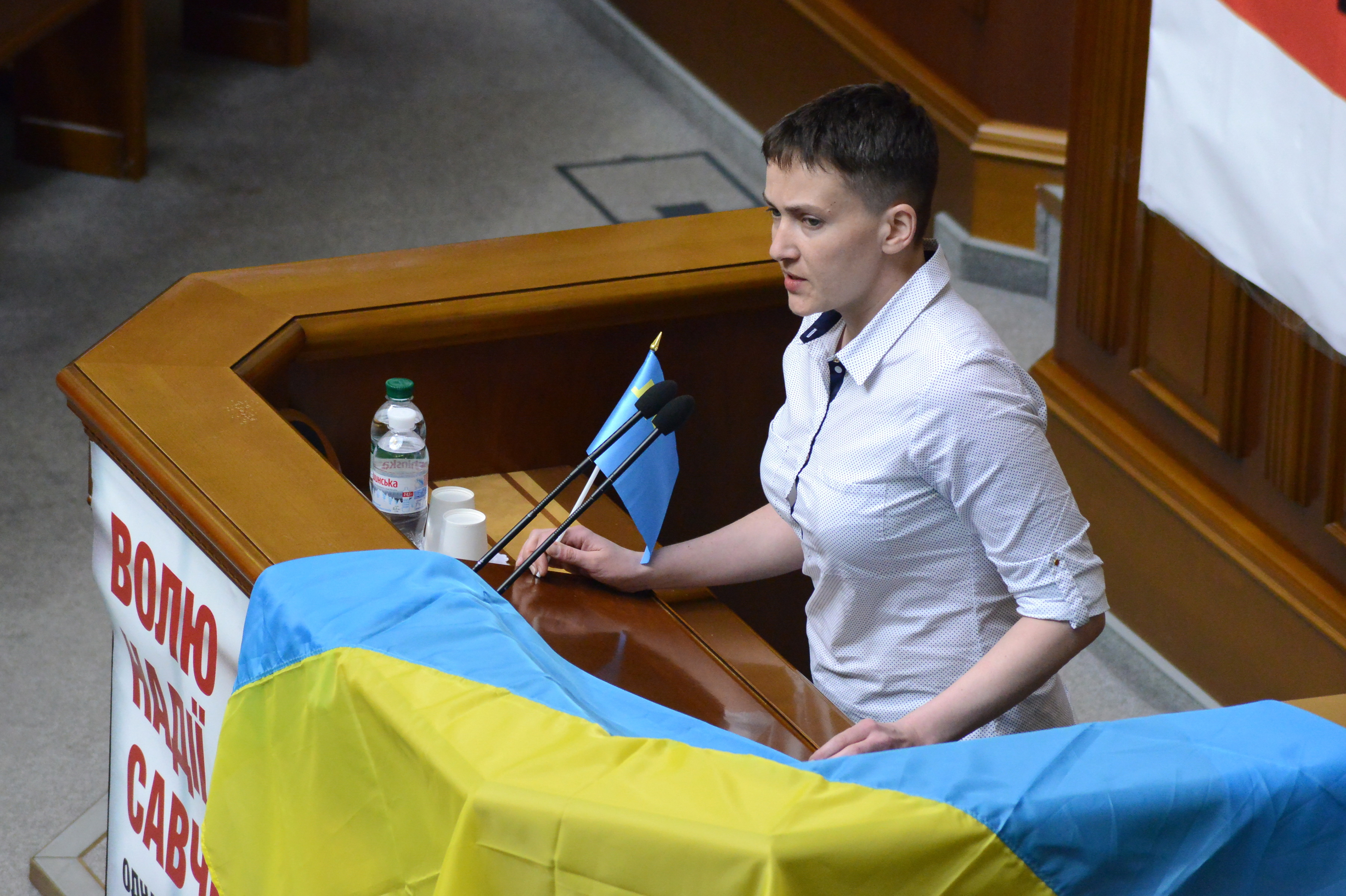
Savčenko nel Parlamento dell'Ucraina, 31 maggio 2016

Non ha escluso di volersi candidare alla presidenza dell'Ucraina alle elezioni del 2019, dichiarando anche che russi e ucraini dovrebbero essere «buoni vicini piuttosto che cattivi fratelli».
A marzo 2018, dopo numerose dichiarazioni in cui sosteneva che l'Ucraina fosse diventata una dittatura, viene accusata dal procuratore generale Lucenko di aver pianificato un attacco terroristico al parlamento ucraino. Allo stesso tempo la Savčenko dichiara "né la rivoluzione arancione né l'euro-maidan furono promossi dalla Russia ma fu l'aiuto dell'occidente...vidi un micro bus blu arrivare e persone con armi uscire, quelle persone sono ora in parlamento; vidi come Pashinskiy condusse i cecchini nell'Ukraina Hotel". Il giudice ne ha ordinato l'arresto con l'accusa di golpismo, dopo che il Parlamento le ha tolto l'immunità parlamentare il 22 marzo. Savčenko ha accusato agenti provocatori di averla incastrata. Il 25 ottobre 2018 il tribunale ha esteso la custodia cautelare in carcere di Savčenko fino al 23 dicembre. L'ex pilota ha intrapreso un nuovo sciopero della fame. È stata rilasciata nell'aprile 2019 per scadenza dei termini di custodia. In seguito alla pandemia di COVID-19 del 2020-2022 e alla nuova fase della guerra russo-ucraina seguita all'invasione russa del 2022, il procedimento è sospeso. Il 29 ottobre 2021, il ministro degli Interni ucraino Denys Monastyrskyi ha riferito che Savchenko e sua sorella Vera sono state accusate di aver utilizzato un falso certificato COVID con il quale hanno tentato di entrare in Ucraina. Nel giugno 2022 si è saputo che il procedimento penale era stato chiuso e le sorelle Savchenko erano state rilasciate.
L'ex pilota, non rieletta nel 2019 e la cui candidatura alla presidenza fu vietata, è rientrata poi nell'esercito come comandante militare in Donbass.

## Sostegno internazionale durante la detenzione in Russia
I Radicali Italiani e il Partito Radicale Transnazionale, in occasione della visita in Italia del Presidente russo Vladimir Putin all'Expo Milano 2015, hanno promosso uno sciopero della fame in solidarietà con la pilota ucraina, definendo la sua detenzione come sequestro di persona. Anche Amnesty International, la cancelliera tedesca Angela Merkel, il Presidente francese François Hollande, il Commissario agli Esteri dell'Unione Europea Federica Mogherini, il Parlamento europeo e il Consiglio per i diritti umani delle Nazioni Unite ne hanno chiesto il rilascio. Il deputato del Partito Democratico Eleonora Cimbro ha portato il suo caso nel dibattito del Parlamento italiano, durante un'interrogazione parlamentare sulla situazione ucraina. In favore della Savčenko sono intervenuti anche il filosofo francese Bernard-Henri Lévy e i noti dissidenti russo-sovietici Garri Kasparov e Aleksandr Podrabinek.

## Onorificenze

### Altre onorificenze
- Atlantic Council Freedom Award - 14 giugno 2015[25]